# Dariusz Magier
Dariusz Magier (ur. 21 marca 1971 r. w Białej Podlaskiej) – polski historyk i archiwista specjalizujący się w historii najnowszej i archiwistyce.

## Życiorys
Absolwent Liceum Ogólnokształcącego w Radzyniu Podlaskim (1990) i pięcioletnich studiów historycznych, specjalność archiwalna, na Uniwersytecie Marii Curie-Skłodowskiej w Lublinie, które ukończył w 1995 r. Stopień doktora nauk humanistycznych uzyskał w 1999 r. na podstawie dysertacji zatytułowanej Szkolnictwo w powiecie radzyńskim w latach 1944–1961, napisanej pod opieką prof. dr hab. Krystyny Wróbel Lipowej. Stopień doktora habilitowanego nauk humanistycznych w zakresie historii uzyskał na Wydziale Humanistycznym UMCS w 2013 r. na podstawie cyklu publikacji poświęconych systemowi biurokratyczno-dokumentacyjnemu Polskiej Zjednoczonej Partii Robotniczej.
W latach 1995–2016 pracował w Archiwum Państwowym w Lublinie, od 1997 r. na stanowisku kierownika Oddziału w Radzyniu Podlaskim. W latach 2005–2013 zatrudniony na stanowisku adiunkta w Instytucie Historii Uniwersytetu Przyrodniczo-Humanistycznego w Siedlcach (obecnie Uniwersytet w Siedlcach). W latach 2014–2016 profesor nadzwyczajny w Państwowej Szkole Wyższej im. Papieża Jana Pawła II w Białej Podlaskiej. W latach 2016–2017 dyrektor Oddziału Instytutu Pamięci Narodowej w Lublinie. Od 2016 r. profesor uczelniany UPH w Siedlcach, od 2020 r. dyrektor Instytutu Historii, od 2024 r. dziekan Wydziału Nauk Humanistycznych tej uczelni.
Zainteresowania naukowe: archiwistyka, teoria i metodyka archiwalna, kancelaria XX wieku, dzieje biurokracji komunistycznej, historia najnowsza Podlasia.

## Wybrane publikacje
- System biurokratyczny Polskiej Zjednoczonej Partii Robotniczej w województwie bialskopodlaskim w latach 1975-1990, Siedlce 2013.
- Alina Fedorowicz „Marta”, Na dawnych szlakach. Młody las. Opowieść prawdziwa z lat wojny. Zapiski sanitariuszki Oddziału Partyzanckiego „Zenona” (marzec – sierpień 1944), współautor opracowania Mariusz Bechta, Lublin 2014.
- Elity komunistyczne na prowincji polskiej w latach 1975-1989. Próba zdefiniowania i schemat rekrutacji, w: Elity komunistyczne w Polsce, red. M. Szumiło i M. Żukowski, Warszawa – Lublin 2015, s. 61-71.
- Political party archives: the system of recording and conveying information in local structures of the communist party in Poland ‘s Biała Podlaska province, from 1975 to 1989, "Archival Science" 18, 2018, p. 279-290.
- Archiwiści i maszyny, "Archiwa - Kancelarie - Zbiory" nr 9 (11) 2018, s. 31-48.
- Siedlecka kontrrewolucja. Narodziny oporu społecznego w świetle teleksów Komitetu Wojewódzkiego Polskiej Zjednoczonej Partii Robotniczej w Siedlcach z lat 1976-1981 (wybór źródeł), Siedlce 2021.[4]
- O sens w archiwistyce, Lublin 2022.[5]
- O naturze zbiorów archiwalnych (z problematyką sztandarowego zbioru siedleckiego w tle), w: Archiwalia nieoczywiste, red. D. Magier, R. Borychowski, Siedlce 2023, s. 9-24.

## Pełnione funkcje
- p.o. Kierownika Archiwum Państwowego w Lublinie Oddział w Radzyniu Podlaskim 1997-2006.
- Kierownik Archiwum Państwowego w Lublinie Oddział w Radzyniu Podlaskim 2006-2016.
- Członek Centralnej Komisji Metodycznej przy Naczelnym Dyrektorze Archiwów Państwowych (kadencja 2016-2018)
- Kierownik Zakładu Archiwistyki w Instytucie Historii i Stosunków Międzynarodowych UPH w Siedlcach 2016-2019
- Dyrektor Instytutu Pamięci Narodowej Oddział w Lublinie 2016-2017.
- Dyrektor Instytutu Historii Uniwersytetu w Siedlcach w latach 2020-2024.
- Wiceprezes Radzyńskiego Stowarzyszenia Inicjatyw Lokalnych 2004-2018
- Sekretarz Generalny Towarzystwa Nauki i Kultury "Libra" od 2011.
- Członek Stałego Sekretariatu Międzynarodowego Sympozjum Dziejów Biurokracji od 2007.
- Redaktor naczelny czasopisma "Radzyński Rocznik Humanistyczny" od 2001.
- Zastępca redaktora naczelnego czasopisma "Wschodni Rocznik Humanistyczny" od 2004 r.
- Członek redakcji czasopisma "Komunizm – system, ludzie, dokumentacja" od 2012.

## Odznaczenia
- Medal Komisji Edukacji Narodowej (2007)
- Brązowy Krzyż Zasługi (2010)[6]